# Труди Линн
 Труди Линн (англ. Trudy Lynn), настоящее имя Ли Одри Нелмс (англ. Lee Audrey Nelms); род. 9 августа 1947, Хьюстон, Техас, США) — американская блюзовая певица, автор песен. Многократная номинантка Blues Music Awards в номинациях «Исполнительница соул-блюза» (2000, 2001, 2007, 2018, 2022—2024), «Альбом соул-блюза» (2007, 2023), «Исполнительница традиционного блюза — Премия Коко Тейлор» (2014—2017, 2019—2021) .

## Биография
Ли Одри Нелмс родилась в Хьюстоне в 1947 году. Пела в вокальном ансамбле в средней школе Уитли, однажды в подростковом возрасте спела на сцене с гитаристом Альбертом Коллинзом, который её пригласил. В школе некоторые время пела c Арчи Беллом, создателем Archie Bell & the Drells .
Профессиональную певческую карьеру начала в 1965 году, когда её пригласили заменить певицу клубе в Лафкине, штат Техас, к северу от Хьюстона; там же она и выбрала себе псевдоним. Как вспоминала певица: «Кто-то спросил: „Как ты будешь себя называть?“ Я посмотрела на стену, где был мультяшный персонаж по имени Труди. Я быстро подумала об успехе Барбары Линн и Глории Линн, и решила назвать себя Труди Линн» . Затем Линн также работала с трубачом Кэлвином Оуэнсом и гитаристом/басистом Ай Джей Гоузи, выступая то в Лафкине, то в Хьюстоне, и её репутация росла. В 1967 году её разыскал Кларенс Грин и предложил работать с ним и его группой Rhythmaires, и до 1972 года Линн работала там. В то время она пела в основном ритм-энд-блюз, и однажды она выступала на разогреве у Айка и Тины Тернер. Впервые выпустила сингл «Long Live The Blues»/«What A Waste» в 1973 году, не получивший особого признания. В 1970-х Труди Линн много выступала, постепенно расширяя своё сценическое присутствие от клубов в Хьюстоне до региональной и общенациональной работы, а затем и за рубежом. В 1984 году последовал ещё один сингл, но большую популярность стала приобретать в конце 1980-х, когда подписала контракт с Ichiban Records.  Её дебютный альбом Trudy Sings the Blues достиг 76-го места в американском чарте R&B-альбомов Billboard, так же, как и следующий Come to Mama, остановившийся на той же 76-й позиции. Всего на Ichiban Records певица выпустила пять альбомов, представляющих собой смесь южного соула и блюза. В 1999 году на Ruf Records выпустила альбом U Don't Know What Time It Is, записанный с участием Лаки Питерсона и Бернарда Эллисона. Альбом привлёк внимание, и певица в 2000 году впервые была номинирована на Blues Music Awards как лучшая исполнительница соул-блюза. В дальнейшей своей карьере она многократно номинировалась в этой номинации (а начиная с 2010-х годов попеременно с номинацией лучшей исполнительницы традиционного блюза), но ни разу не победила.
В дальнейшем регулярно записывается и гастролирует по всему миру. Ее альбом 2013 года Royal Oaks Blues Cafe занял первое место в чарте Billboard Top Blues Albums Chart в сентябре 2014 года. С 2002 года гастролирует и записывается с харпером Стивом Крейсом. Последний свой альбом Golden Girl выпустила в 2022 году, записанный с участием гитариста Энсона Фандерберга.
Живёт в Хьюстоне . Член Зала славы музыки Хьюстона. Обладатель звания Living Legend Blues Award от Общества блюза Хьюстона и премии Willie Mitchell Lifetime Artist Award от Jus' Blues Music Foundation . В честь певицы была названа британская группа Trudy and the Romance .
«Её вокальная подача отсылает к сырым, но правильным шаутерам ранних блюзовых записей, иногда с большой влиянием R&B, иногда с прямым электрическим блюзом в традициях Альберта Коллинза» .
«…голос Линн олицетворяет жанр. Он глубокий, но не дымный. Его можно было бы почти описать как более женственную версию полоскающего в горле гравий Хаулина Вулфа, но голос Линн более гладкий и менее хриплый; у нее просто есть похожий намек на угрозу как у Вулфа» .

## Discography

### Студийные альбомы
| Год  | Название                                | Лейбл                 |
| ---- | --------------------------------------- | --------------------- |
| 1989 | Trudy Sings the Blues                   | Ichiban Records       |
| 1990 | Come to Mama                            | Ichiban Records       |
| 1991 | The Woman in Me                         | Ichiban Records       |
| 1993 | I'll Run Your Hurt Away                 | Ichiban Records       |
| 1994 | 24 Hour Woman                           | Ichiban Records       |
| 1999 | U Don't Know What Time It Is            | Ruf Records           |
| 2002 | Memories of You                         | Jus Blues Records     |
| 2006 | I'm Still Here                          | Sawdust Alley Records |
| 2013 | Royal Oaks Blues Café feat. Steve Krase | Connor Ray Music      |
| 2015 | Everything Comes with a Price           | Connor Ray Music      |
| 2016 | I'll Sing the Blues for You             | Connor Ray Music      |
| 2018 | Blues Keep Knockin'                     | Connor Ray Music      |
| 2022 | Golden Girl                             | Nola Blue Records     |

### Концертные альбомы
| Год  | Название                   | Лейбл          |
| ---- | -------------------------- | -------------- |
| 2004 | Blues Power: Trudy's Blues | Isabel Records |

### Сборники
| Год  | Название                                  | Лейбл                   |
| ---- | ----------------------------------------- | ----------------------- |
| 1995 | The First Lady of Soul                    | Ichiban Records         |
| 1996 | Here Comes Trudy!: The Best of Trudy Lynn | Выпущен только в Японии |
| 1998 | Retrospectives                            | Ichiban Records         |
| 2002 | American Roots: Blues                     | Ichiban Records         |